# سیارک ۳۹۲۶
سیارک ۳۹۲۶ (به انگلیسی: 3926 Ramirez، نامگذاری:1978VQ3) سه هزار و نهصد و بیست و ششمین سیارک کشف شده‌است که در ۷ نوامبر ۱۹۷۸ کشف شد.
قدر مطلق سیارک برابر ۱۴٫۱۰ است.